# Heliophanus dunini
Heliophanus dunini är en spindelart som beskrevs av Rakov, Logunov 1996 [1997. Heliophanus dunini ingår i släktet Heliophanus och familjen hoppspindlar. Inga underarter finns listade i Catalogue of Life.